# Fantini Akira
Akira Fantini (sinh ngày 24 tháng 5 năm 1998) là một cầu thủ bóng đá người Nhật Bản.

## Sự nghiệp câu lạc bộ
Akira Fantini đã từng chơi cho Sagan Tosu.